# Degrassi Junior High
Degrassi Junior High är en kanadensisk tonårsserie för TV som producerades mellan 1987 och 1989. Serien är en fortsättning på Vi på vår gata (Kids of Degrassi Street) och handlar om en grupp ungdomar som går i den fiktiva skolan Degrassi Junior High i Toronto. Många av avsnitten behandlade svåra ämnen som drogmissbruk, skilsmässor, homosexualitet, våld mot barn och tonårsgraviditeter och serien har blivit lovordad för sitt känsliga och realistiska porträtt av tonårslivet. Skådespelarensemblen bestod till stor del av amatörskådespelare vilket förstärkte seriens känsla av realism. Serien skapades av Kit Hood och Linda Schuyler.
Totalt spelades 42 avsnitt av serien in och handlingen spänner över sjunde till nionde skolåret. En efterföljande TV-serie, Degrassi High, producerades mellan 1989 och 1991.

## Rollista i urval
| Nicole Stoffman          | – Stephanie Kaye                |
| Pat Mastroianni          | – Joey Jeremiah                 |
| Stacie Mistysyn          | – Caitlin Ryan                  |
| Neil Hope                | – Derek "Wheels" Wheeler        |
| Stefan Brogren           | – Archie "Snake" Simpson        |
| Amanda Stepto            | – Christine "Spike" Nelson      |
| Niki Kemeny              | – Voula Grivogiannis            |
| Duncan Waugh             | – Arthur Kobalewscuy            |
| Siluck Saysanasy         | – Yick Yu                       |
| Sarah Charlesworth       | – Susie Rivera                  |
| Bill Parrott             | – Shane McKay                   |
| Anais Granofsky          | – Lucy Fernandez                |
| Angela Deiseach          | – Erica Farrell                 |
| Maureen Deiseach         | – Heather Farrell               |
| Sara Ballingall          | – Melanie Brodie                |
| Rebecca Haines           | – Kathleen Mead                 |
| Craig Driscoll           | – Rick Munro                    |
| Amanda Cook              | – Lorraine "L.D." Delacorte     |
| Irene Courakos           | – Alexa Pappadopoulos           |
| Michael Carry            | – Simon Dexter                  |
| Dayo Ade                 | – Bryant Lester "B.L.T." Thomas |
| Cathy Keenan             | – Liz O'Rourke                  |
| Maureen McKay            | – Michelle Accette              |
| Darrin Brown             | – Dwayne Myers                  |
| Kirsten Bourne           | – Tessa Campanelli              |
| John Ioannou             | – Alex Yankou                   |
| Christopher Charlesworth | – Scott "Scooter" Webster       |
| Arlene Lott              | – Nancy Kramer                  |
| Keith White              | – Tim O'Connor                  |
| Danah-Jean Brown         | – Trish Skye                    |
| Trevor Cummings          | – Bartholomew Bond              |
| Dan Woods                | – Daniel "Dan" Raditch          |
| Michelle Goodeve         | – Karen Avery                   |
| Kyra Levy                | – Maya Goldberg                 |
| Annabelle Waugh          | – Dorothy                       |
| David Armin-Parcells     | – Claude Tanner                 |
| Michael Blake            | – Paul                          |
| Steve Bedernjak          | – Clutch                        |

## Avsnittsguide

### Säsong 1 (1987)
| Nr i serien | Nr i säsongen | Titel                 | Regissör      | Författare             | Sändningsdatum   |
| --- | ------------- | --------------------- | ------------- | ---------------------- | ---------------- |
| 1 | 1             | "Kiss Me, Steph"      | Kit Hood      | Yan Moore              | 18 januari 1987  |
| Stephanie kandiderar till att bli elevrådets ordförande och använder sig av lite okonventionella metoder.                                                             |               |                       |               |                        |                  |
| 2 | 2             | "The Big Dance"       | Kit Hood      | Avrum Jacobson         | 25 januari 1987  |
| Voula vill gå på skoldansen, men hennes far förbjuder det. |               |                       |               |                        |                  |
| 3 | 3             | "The Experiment"      | Clarke Mackey | Avrum Jacobson         | 1 februari 1987  |
| Yick är säker på att Mr. Raditch har utvalt honom till hackkyckling. Joey säljer vitaminpiller till Kathleen och Melanie; han får dem dock att tro att det är droger. |               |                       |               |                        |                  |
| 4 | 4             | "The Cover-Up"        | Kit Hood      | John Oughton Jan Moore | 8 februari 1987  |
| Joey får veta att Ricks far misshandlar honom. |               |                       |               |                        |                  |
| 5 | 5             | "The Great Race"      | Clarke Mackey | Yan Moore              | 15 februari 1987 |
| Tjejernas simlag utmanar killarnas fotbollslag på en simtävling. |               |                       |               |                        |                  |
| 6 | 6             | "Rumor Has It"        | Kit Hood      | Yan Moore              | 22 februari 1987 |
| Ryktet gör gällande att läraren Ms. Avery är lesbisk. |               |                       |               |                        |                  |
| 7 | 7             | "The Best Laid Plans" | Kit Hood      | Yan Moore              | 1 mars 1987      |
| Arthur tänker visa en porrfilm för Yick när hans mor går ut en fredagkväll. Arthurs syster Stephanie planerar att ha sex med Wheels.                                  |               |                       |               |                        |                  |
| 8 | 8             | "Nothing to Fear"     | John Bertram  | Scott Barrie           | 8 mars 1987      |
| L.D.:s far hamnar på sjukhus, vilket framkallar smärtsamma minnen från moderns död. Skolans orm rymmer.                                                               |               |                       |               |                        |                  |
| 9 | 9             | "What a Night!"       | Kit Hood      | Yan Moore              | 15 mars 1987     |
| Lucy och Voula åker fast för snatteri. Stephanie träffar en TV-stjärna och ljuger om sin ålder.                                                                       |               |                       |               |                        |                  |
| 10 | 10            | "Smokescreen"         | John Bertram  | Kathryn Ellis          | 22 mars 1987     |
| Rick går med i skolans miljökommitté för att imponera på Caitlin. Yick förbereder ett muntligt framförande inför klassen.                                             |               |                       |               |                        |                  |
| 11 | 11            | "It's Late"           | Kit Hood      | Yan Moore              | 29 mars 1987     |
| 14-åriga Spike anar att hon är gravid. Arthur ger Yick romantiska råd.                                                                                                |               |                       |               |                        |                  |
| 12 | 12            | "Parents' Night"      | Kit Hood      | Yan Moore              | 5 april 1987     |
| Wheels får besök av sin biologiske far. Gravida Spike frågar Wheels hur det är att vara adopterad.                                                                    |               |                       |               |                        |                  |
| 13 | 13            | "Revolution"          | Kit Hood      | Yan Moore              | 12 april 1987    |
| Wheels vill inte gå på dejt med Stephanie. Då försöker hon göra honom svartsjuk genom att gå ut med Joey.                                                             |               |                       |               |                        |                  |

### Säsong 2 (1988)
| Nr i serien | Nr i säsongen | Titel                | Regissör      | Författare              | Sändningsdatum   |
| --- | ------------- | -------------------- | ------------- | ----------------------- | ---------------- |
| 14 | 1             | "Eggbert"            | Kit Hood      | Yan Moore               | 4 januari 1988   |
| Shane drar sig för att berätta för sina föräldrar att han är far till Spikes barn.                                           |               |                      |               |                         |                  |
| 15 | 2             | "A Helping Hand..."  | Kit Hood      | Yan Moore               | 11 januari 1988  |
| Lucy blir glad när en lärarvikarie visar intresse för henne. Men hans intentioner är allt annat än goda.                     |               |                      |               |                         |                  |
| 16 | 3             | "Great Expectations" | Kit Hood      | Yan Moore               | 18 januari 1988  |
| Joey blir intresserad av den nya eleven Liz. Arthur får sina första "våta drömmar".                                          |               |                      |               |                         |                  |
| 17 | 4             | "Dinner & a Show"    | Kit Hood      | Susin Nielsen           | 25 januari 1988  |
| Shanes föräldrar blir upprörda över att han ska bli far. De bjuder dock in Spike och hennes mor för att samtala om det hela. |               |                      |               |                         |                  |
| 18 | 5             | "Stage Fright"       | John Bertram  | Susin Nielsen           | 1 februari 1988  |
| Caitlin får diagnosen epilepsi. Michelle är nervös för att tala inför klassen.                                               |               |                      |               |                         |                  |
| 19 | 6             | "Fight!"             | Yan Moore     | Mike Douglas            | 8 februari 1988  |
| Dwayne utmanar Joey på ett slagsmål. Stephanie försöker att charma Simon.                                                    |               |                      |               |                         |                  |
| 20 | 7             | "Bottled Up"         | Kit Hood      | Yan Moore               | 15 februari 1988 |
| Kathleen vill inte att klasskamraterna ska få veta att hennes mor är alkoholist.                                             |               |                      |               |                         |                  |
| 21 | 8             | "Sealed with a Kiss" | John Bertram  | Yan Moore               | 22 februari 1988 |
| Erica påstår att hon är mer mogen än sin tvillingsyster Heather. Erica har en date med en kille från high school.            |               |                      |               |                         |                  |
| 22 | 9             | "Dog Days"           | Kit Hood      | Yan Moore               | 29 februari 1988 |
| Stephanie kämpar med sin depression och talar om självmord. Arthur hittar en hund, som han ger namnet "Phil".                |               |                      |               |                         |                  |
| 23 | 10            | "Censored"           | Mike Douglas  | Kathryn Ellis           | 7 mars 1988      |
| Några föräldrar vill att gravida Spike ska lämna skolan, men då anordnar Caitlin en protest.                                 |               |                      |               |                         |                  |
| 24 | 11            | "Trust Me"           | Kit Hood      | Yan Moore               | 14 mars 1988     |
| Joey och Wheels sover över hos Snake.                                                                                        |               |                      |               |                         |                  |
| 25 | 12            | "...He's Back"       | Clarke Mackey | Susin Nielsen Yan Moore | 21 mars 1988     |
| Lärarvikarien som antastade Lucy kommer tillbaka och intresserar sig för en annan elev, Susie.                               |               |                      |               |                         |                  |
| 26 | 13            | "Pass Tense"         | Kit Hood      | Yan Moore               | 28 mars 1988     |
| Joey får ett tråkigt besked. Spike ska föda sitt barn. Sista avsnittet med Nicole Stoffman som Stephanie Kaye.               |               |                      |               |                         |                  |

### Säsong 3 (1988–1989)
| Nr i serien | Nr i säsongen | Titel                          | Regissör       | Författare    | Sändningsdatum   |
| --- | ------------- | ------------------------------ | -------------- | ------------- | ---------------- |
| 27 | 1             | "Can't Live with 'Em" Part One | Kit Hood       | Yan Moore     | 7 november 1988  |
| Wheels adoptivföräldrar omkommer i en bilolycka. |               |                                |                |               |                  |
| 28 | 2             | "Can't Live with 'Em" Part Two | Kit Hood       | Yan Moore     | 7 november 1988  |
| Wheels klasskamrater vet inte hur de ska bete sig mot honom. |               |                                |                |               |                  |
| 29 | 3             | "A Big Girl Now"               | Kit Hood       | Susin Nielsen | 14 november 1988 |
| Lucy tillbringar alltmer tid tillsammans med Paul. |               |                                |                |               |                  |
| 30 | 4             | "Season's Greetings"           | Kit Hood       | Yan Moore     | 21 november 1988 |
| Julen nalkas. Arthur och Yick blir osams, men försonas snart igen. Shane får för första gången hålla i sin dotter, Emma.                                                                                        |               |                                |                |               |                  |
| 31 | 5             | "Loves Me, Loves Me Not"       | John Bertram   | Yan Moore     | 28 november 1988 |
| Det är dags för skoldans och förälskelserna blommar. |               |                                |                |               |                  |
| 32 | 6             | "He Ain't Heavy..."            | Kit Hood       | Yan Moore     | 5 december 1988  |
| Snakes äldre bror kommer hem och berättar att han är homosexuell. |               |                                |                |               |                  |
| 33 | 7             | "The Whole Truth"              | Eleanore Lindo | Susin Nielsen | 12 december 1988 |
| Caitlin ska skriva en artikel om djurs rättigheter och inser att det är svårt att skriva den utifrån ett neutralt perspektiv. Joey försöker få en radiostation att spela hans demokassett med "The Zit Remedy". |               |                                |                |               |                  |
| 34 | 8             | "Star-Crossed"                 | Kit Hood       | Yan Moore     | 16 januari 1989  |
| Erica låtsas att hon är sin tvillingsyster Heather för att få kontakt med en kille. Alexa och Simon försonas.                                                                                                   |               |                                |                |               |                  |
| 35 | 9             | "Food for Thought"             | Eleanore Lindo | Susin Nielsen | 23 januari 1989  |
| Kathleen utvecklar en ätstörning på grund av den stress hon upplever hemma och i skolan. |               |                                |                |               |                  |
| 36 | 10            | "Twenty Bucks"                 | John Bertram   | Kathryn Ellis | 30 januari 1989  |
| Melanie ska till varje pris gå på dejt med Snake. Shane påstår att han inte kan ge pengar till Emma. |               |                                |                |               |                  |
| 37 | 11            | "Taking Off" Part One          | Kit Hood       | Yan Moore     | 6 februari 1989  |
| Wheels får ett vykort från sin biologiske far. Detta och ett gräl med mormodern får Wheels att ge sig av. Shane tar LSD.                                                                                        |               |                                |                |               |                  |
| 38 | 12            | "Taking Off" Part Two          | Kit Hood       | Yan Moore     | 6 februari 1989  |
| Shane kommer inte hem från konserten... Wheels återförening med fadern blir inte vad han har tänkt sig. |               |                                |                |               |                  |
| 39 | 13            | "Making Whoopee"               | Eleanore Lindo | Susin Nielsen | 13 februari 1989 |
| Arthur ogillar sin fars nya flickvän. Melanie får konkurrens om Snakes gunst. Luke brottas med skuldkänslor för Shanes olycka.                                                                                  |               |                                |                |               |                  |
| 40 | 14            | "Black and White"              | John Bertram   | Yan Moore     | 20 februari 1989 |
| Michelle och BLT får känna på fördomar, då de beslutar att gå på avslutningsbalen tillsammans. |               |                                |                |               |                  |
| 41 | 15            | "Pa-arty!"                     | Kit Hood       | Yan Moore     | 27 februari 1989 |
| Joey, Snake och Wheels försöker få tag i öl till Lucys party. |               |                                |                |               |                  |
| 42 | 16            | "Bye-Bye Junior High"          | Kit Hood       | Yan Moore     | 6 mars 1989      |
| Dags för avslutningsbal! Det blir en kväll att minnas... |               |                                |                |               |                  |